# Vârful Peleaga
Vârful Peleaga (węg. Peleága-csúcs) – szczyt w masywie Retezat, w Karpatach Południowych. Leży w centralnej Rumunii. Jest najwyższym szczytem masywu Retezat oraz siódmym co do wysokości szczytem całej Rumunii.